# Jacques Drillon
Ne doit pas être confondu avec Jacques Doillon.
Jacques Drillon est un journaliste, écrivain, musicologue, critique littéraire et musical et verbicruciste français, né le 25 juin 1954 à Paris 15e et mort le 25 décembre 2021 à Meaux,.
Il suit des études supérieures de lettres et de cinéma à Nancy et à Metz. Il est reçu docteur ès lettres (linguistique), avec La loi formelle et son influence sur la création artistique et littéraire sous la direction de Jacques Hennequin en 1993.
Entre 1997 et 1999, il enseigne la linguistique à l’université de Cergy-Pontoise, la stylistique à l'université Paris-VIII et donne des conférences occasionnelles à l’École polytechnique.

## Biographie

### Jeunesse
Il naît le 25 juin 1954, rue Blomet à Paris 15e.
De 1973 à 1975, pendant ses études supérieures, Jacques Drillon publie ses premières critiques de cinéma dans une feuille professionnelle locale, L'Écran lorrain, enseigne la musique dans un collège de Nancy et donne des leçons de piano et de flûte. Il est alors ténor dans l'ensemble vocal de Gérard Caillet, et au sein d'un quintette vocal spécialisé dans les madrigaux de Gesualdo. Il est d'abord technicien (son), puis acteur dans la « Troupe du bec de gaz », dirigée par Alain Lithaud, et qui joue à Nancy et dans les environs. Il se destine alors au cinéma : Grand Âge (16 mm N&B, coréalisateur : Alain Lithaud) ; Trois Plans (16 mm couleur) ; La Glace et le Fer (16 mm couleur et N&B, coréalisateur : Alain Lithaud).

### Radio
En 1975, Jacques Drillon s’installe à Paris et devient producteur à Radio France (France Musique), sous la direction de Louis Dandrel. Il fait un stage de montage (son) à l'INA en 1976-1977, sous la direction de Maïc Chomel ; à la suite de quoi il l'enseigne brièvement au Conservatoire National Supérieur des Arts et Métiers[Information douteuse]. Il démissionne de France Musique en 1977.

### Journalisme
En 1978, Jacques Drillon fait partie de la première équipe du Monde de la musique, mensuel nouvellement créé par Louis Dandrel. Entre 1982 et 1984, il est chef de service dans cette revue.
En 1981, il prend la succession de Maurice Fleuret à la rubrique musique classique du Nouvel Observateur, tout en publiant de plus en plus de critiques littéraires.
Entre 1983 et 1985, il est responsable de la rubrique musicale dans un magazine culturel hebdomadaire de TF1, Tintam'arts. En 1985, pour un numéro spécial de ce magazine consacré au tricentenaire de la naissance de Bach, il réalise une des rares interviews télévisuelles du claveciniste néerlandais Gustav Leonhardt, dans sa maison d'Amsterdam. Dix ans plus tard, il collabore irrégulièrement au Cercle de minuit de Laure Adler, où il présente l'actualité musicale.
Entre 1995 et 1997, il fonde et dirige la revue mensuelle Symphonia.
Il collabore à divers journaux et revues : Le Monde, Le Figaro, Libération, Diapason, Harmonie, la NRF, Théodore Balmoral, L'Infini...
Il prend en juillet 2003 la succession de Robert Scipion, au Nouvel Observateur, à la rubrique Mots croisés, tout en poursuivant sa collaboration journalistique.
De septembre 2007 à juin 2008, il lit un début de livre différent chaque jour, en vidéo sur Bibliobs.com.
Entre janvier et avril 2012, il donne au mensuel Books une chronique intitulée « Le mot clé ».
Chaque vendredi, jour du poisson, entre 5 octobre 2012 et le 8 novembre 2013, soit pendant cinquante-deux semaines, il publie vingt Papiers décollés sur Bibliobs.com, brèves notations en hommage aux Papiers collés de Georges Perros, réunies en volume fin 2014 (Les fausses dents de Berlusconi, Grasset). Sur le même site, il met en ligne le 17 août 2016 Vingt-sept cartes postales à Alain Cavalier, courtes vidéos tournées l'été 2014 dans le style du cinéaste.
Le 1er mars 2017, officiellement le 1er mai, il met fin à sa collaboration à L'Obs. Il crée un blog sur Bibliobs.com, où il commence la publication d'une nouvelle série de Papiers, les Papiers recollés, à raison d'une quinzaine de brèves chaque vendredi matin. La série s'achève le 6 avril 2018, et sera réunie en volume en 2020 (Le cul rose d'Awa, Du Lérot, 2020) ; une nouvelle s'enchaîne aussitôt, le 13 avril, sous le titre de Papiers découpés, qui se clôt un an plus tard. Le 19 avril 2019, il quitte Bibliobs, et reprend la série sur le site de Pierre Assouline (La république des livres), sous le titre Les petits papiers.

### Musique
Après avoir dirigé l'enregistrement intégral des symphonies de Beethoven transcrites par Liszt pour piano seul, projet que Jacques Drillon a porté et mené à bien chez Harmonia Mundi (avec Alain Planès,,, Georges Pludermacher,, Michel Dalberto, Paul Badura-Skoda, Jean-Louis Haguenauer, et Jean-Claude Pennetier), il continue jusqu’en 2004 d'exercer à l'occasion la fonction de directeur artistique pour cette marque (à ce jour, une trentaine de disques ont été réalisés sous sa direction, dont l'intégrale des sonates de Mozart et deux CD de pièces de Debussy par Georges Pludermacher, de tous les nocturnes de Chopin, d'œuvres de Beethoven, et de l'œuvre intégrale pour piano de Moussorgski par Brigitte Engerer, à laquelle Olivier Charlier se joint pour les sonates pour violon de Grieg, un disque Mozart avec le Quatuor Ysaÿe et l'altiste Hatto Beyerle. Il enregistre beaucoup avec Alain Planès : une intégrale Debussy, deux Scarlatti, trois Haydn et l'intégrale des sonates de Schubert). Une intégrale Debussy avec Jean-Louis Haguenauer est en cours chez d’autres éditeurs.
En janvier 1998, il donne au théâtre des Bouffes-du-Nord une semaine de cours publics d’interprétation, consacrés aux sonates pour piano de Beethoven.
Il donne de nombreuses conférences.
Pendant la saison 2011-2012, il est reçu tous les mois par la peintre espagnole Sofia Flores dans son atelier de Seine-et-Marne pour animer une sorte de salon musical, intitulé « La musique en questions », au cours duquel il répond à toutes les questions que lui pose le public.
Très préoccupé de transcriptions musicales, il publie chez Durand le Schwanengesang, de Schubert/Liszt, inédit depuis le XIXe siècle. Il réalise lui-même nombre de transcriptions :
 J.S. Bach
- Chaconne en ré mineur pour violon seul, transcrite pour clavecin ou piano (mars 1994). 15 min (IMSLP)
- Liebster Jesu, wir sind hier pour orgue, BWV 731, transcrit pour piano seul (1991) . 2 min 15 s (IMSLP)
- Gelobet seist du, Jesu Christ pour orgue, BWV 723, transcrit pour piano seul (1991). 2 min 10 s (IMSLP)
- Wer nur den lieben Gott lässt walten pour orgue, BWV 642, transcrit pour piano seul (sept. 92). 1 min 40 s (IMSLP)
- Pierrot, fantaisie sur Au clair de la lune, d'après le choral Nun freuet euch, BWV 734, transcrit par Busoni
- Sinfonia de la Cantate BWV 42 pour orchestre, transcrite pour deux pianos à six mains (janvier 2009)
- Toccata et fugue en ré mineur « Dorienne » BWV 538 pour orgue, transcrite pour deux pianos (février 2009)
- (Toccata adagio et) Fugue BWV 564 pour orgue, transcrite pour deux pianos (février 2009)
- Fantaisie et fugue en ut mineur BWV 537, pour orgue, transcrite pour deux pianos (2009)
- Prélude et fugue en fa mineur BWV 534, pour orgue, transcrite pour deux pianos (2009)
- Trio BWV 1027, transcrit pour deux pianos (2011)
- Trois sonates pour violoncelle et clavecin, transcrites pour deux pianos (2009)
- Sonates 3 et 5 pour violon et clavecin, transcrites pour deux pianos (2009)
- Partita pour flûte seule BWV 1013, transcrite pour clavecin (courante, sarabande, bourrée anglaise) (2010)
- Fugue de la suite BWV 997, transcrite pour deux pianos (2011)
- Fuga alla giga BWV 577, transcrite pour deux pianos (2011)
- Alla breve, BWV 589, transcrit pour deux pianos (2011)
- Concerto en ré BWV 1054, transcrit pour deux pianos (2011)
- Concerto en sol mineur BWV 1058, transcrit pour deux pianos (2011)
- Six sonates en trio pour orgue pour deux pianos (avec Dennis Collins)
- Sonate pour flûte et clavecin en si mineur BWV 1030, transcrite pour 2 pianos (2017) (IMSLP)

Beethoven
- Quatuor en fa majeur, op. 59 no 1, transcrit pour piano seul (1990) (commande du Festival de Radio France et de Montpellier). Créé (et diffusé sur l'antenne de France Musique) en août 1992 par Cyril Huvé à Montpellier. 47 min
- Symphonie no 5 en ut mineur op. 67, transcrite pour piano et orchestre « Mozart », avec les solos de la transcription pour piano seul de Liszt. Commande du festival de Radio France et Montpellier, créé le 29 juillet 2000 (et diffusé en direct sur France Musiques) par Frank Braley et l'Orchestre National de Montpellier, dirigé par Enrique Diemecke. Édité par l'Orchestre national de Montpellier.(sept.-oct. 1993 -février-mars 2000). 31 min
- Quatuor en fa majeur op. 18 no 1, transcrit pour deux pianos (2009) (IMSLP)

Bruckner
- Symphonie no 7 (1er mvt), transcrit pour deux pianos huit mains (2014) 20 min (IMSLP)

Chopin
- Nocturne op. 15 no 1 en fa majeur, transcrit pour quatuor à cordes (1993). 5 min (IMSLP)

Haydn
- Symphonie no 103 en mi bémol, transcrite pour 2 pianos (2006) 30 min (IMSLP)
- Symphonie no 104 en ré, transcrite pour 2 pianos (2007) 30 min (IMSLP)
- Symphonie no 99 en mi bémol, transcrite pour 2 pianos, d'après la version piano/harmonium de Neukomm (30 min)
- Symphonie no 44 en mi mineur « Funèbre », transcrite pour 2 pianos (2016) 30 min (IMSLP)
- Quatuor op. 20 no 4 en ré majeur, transcrit pour 2 pianos (2014) 20 min (IMSLP)
- Quatuor op. 20 no 2 en ut majeur, transcrit pour 2 pianos (2017) 20 min (IMSLP)

Liszt
- Es muss ein Wunderbares sein, lied transcrit pour piano seul (1993). 1 min 50 s" (IMSLP)

Mozart
- Divertimento en ré majeur pour cordes, K. 136, arrangé pour deux pianos (1987, deuxième version en 2014) 19 min (IMSLP)
- « Ecco la marcia », extrait des Noces de Figaro, transcrit pour deux pianos quatre mains (1990). 3 min (IMSLP)
- « Ecco la marcia », extrait des Noces de Figaro, transcrit pour quatre pianos huit mains (1994). 3 min (IMSLP)
- « Ecco la marcia », extrait des Noces de Figaro, transcrit pour deux pianos huit mains (2010). 3 min (IMSLP)
- Symphonie concertante pour violon et alto, en mi bémol majeur, K. 364, transcrite pour deux pianos (1986-7). Créée par Jean-François Heisser et Georges Pludermacher, salle Gaveau, en avril 1990 (retransmission en direct sur les antennes de France Musique). 31 min (IMSLP)
- Symphonie concertante pour instruments à vent, K. 297b, transcrite pour deux pianos (1987). Mêmes créateurs, même concert. 31 min (IMSLP)
- Quatuors à cordes K. 387, 421, 428, 458, 465, 499, 575, 589 et 590 , transcrits pour deux pianos (2005-2012). (IMSLP)
- Quintette pour cor K. 407, transcrit pour deux pianos (2018) (IMSLP)
- Sérénade pour huit instruments à vent K. 388, transcrite pour deux pianos six mains (2016) (IMSLP)
- Sonates pour violon et piano K. 304 et 378, transcrites pour deux pianos (2018) (IMSLP)
- Concerto en la majeur K. 414, transcrit pour deux pianos (2019) (IMSLP)
- Cavatine de Barberine « L'ho perduta » (extr. des Noces de Figaro), pour soprano, clarinette, cor, violoncelle et piano (2019) (IMSLP), créée par Isabelle Philippe (soprano), Florent Pujuila (clarinette), André Cazalet (cor), Cameron Crozman (cello) et Cyril Huvé (piano), Sammeron, 23 novembre 2019.

Ravel
- Bolero, transcrit pour quatre pianos (1992) (commande du Festival international de la Roque d'Anthéron). Créé par Brigitte Engerer, Alain Planès, Jean-François Heisser et Michel Béroff en août 1992 à la Roque d'Anthéron (diffusion en direct sur les antennes de France Musique). Tournée mondiale. 15 min (IMSLP)

Schubert
- Schwanengesang, cycle posthume de quatorze lieder, D 957, transcrit pour alto et piano d'après la transcription de Liszt pour piano seul (novembre 1992) (commande de Gérard Caussé). Créé en février 1995 par Gérard Caussé et Cyril Huvé (Toulouse). 50 min. Enregistré par Edouard Oganessian, piano, et Guennadi Freidine, alto (Accord, 2005). (IMSLP)
- Sonate en la majeur D 959, transcrite pour quatuor à cordes (1992-3). 40 min (IMSLP)
- Ungeduld, lied extrait de Die schöne Müllerin, D 795, arrangé pour piano à quatre mains d'après la transcription de Liszt pour piano seul (septembre 1993). 3 min 15 s
- Der Müller und der Bach, lied extrait de Die schöne Müllerin, D 795, arrangé pour piano à quatre mains d'après la transcription de Liszt pour piano seul (juin 1993), créé par Jean-Louis Haguenauer et l'auteur le 13 novembre 1993 dans la maison de Claude Debussy. 4 min
- Wiegenlied, lied arrangé pour piano à quatre mains d'après la transcription de Godowsky pour piano seul (décembre 1993). 3 min
- Das Wandern, lied arrangé pour piano à quatre mains d'après la transcription de Godowsky pour piano seul (oct. 2008)
- Sei mir gegrusst, lied arrangé pour piano à quatre mains d'après la transcription de Liszt pour piano (2015) (IMSLP)
- Quatuor en la mineur « Rosamonde » D 804 op. 29, transcrit pour deux pianos (2015). (IMSLP)

Vivaldi / Bach
- Concerto en la mineur, transcrit pour deux pianos.

Wagner
- Prélude de l'Or du Rhin, transcrit pour douze pianos (juin 1993), (commande du Festival international de la Roque d'Anthéron), créé le 14 août 1993, par douze pianistes de la CEE, sous la direction d'Olivier Dejours. Retransmission sur France Musique. 8 min

Wolf
- Auch kleine Dinge, lied transcrit pour clarinette, alto et piano (nov. 93). 2 min 10 s
- Mignon III, lied transcrit pour clarinette et quatuor à cordes (déc.93) 4 min

En 2005, paraît chez Accord/Universal un enregistrement de sa version pour alto et piano du Schwanengesang, d'après Schubert et Liszt.
Il crée en 2007, dans le cadre du Festival de Radio France et Montpellier, une série intitulée « Les grandes transcriptions » : cinq récitals (un ou deux pianos) qui devaient être publiés en CD (Accord/Universal). Cette série ne connaîtra qu'une saison, et aucun enregistrement n'a été publié à ce jour.
En 2010, il décide de prendre en dictée la totalité des transcriptions que Gustav Leonhardt a enregistrées des œuvres de Bach pour le violon seul et le violoncelle seul. Il contacte deux autres musiciens ; ils se partagent la tâche, et la mènent à bien. Les pièces sont gravées dans Finale. Quelque temps après l'achèvement de ce travail, il apprend que, contrairement à ce que portait la rumeur publique, les manuscrits de Leonhardt n'ont pas été détruits, et qu'un musicologue hollandais a commencé une édition officielle - publiée à l'automne 2017 (Bärenreiter).

### Édition
Jacques Drillon crée et dirige, en 1992 et 1993, la collection Guillemets, chez Bernard Coutaz, qui reprend des pages choisies dans des œuvres longues, et comprendra huit titres publiés : Saint-Simon I et II, Hugo, Littré, Michelet, Proust, Buffon, Marcello.

### Lectures et spectacles
Jacques Drillon est récitant, seul ou avec des partenaires musiciens (Jean-Louis Haguenauer, Alexis Galpérine, Brigitte Engerer, Cyril Huvé, la Simphonie du Marais, Stéphane Spira). Il a lu de la prose et de la poésie dans divers lieux de France (théâtre de Metz, d’Epinal, théâtre du Châtelet, Opéra Bastille, Halle Saint-Pierre, etc.). Il a fait une tournée avec des textes de Saint-Simon, une autre avec Proust. Au Festival d’Automne, il a été le récitant pour La Ralentie, nouveau mélodrame de Gérard Pesson d’après Michaux, et d’autres œuvres pour récitant et piano ou orchestre (direction Dominique My), notamment son propre texte, Le Culte des ancêtres, morts ou vifs, sur une musique de Gérard Pesson.
Il a lu sa Mort de Louis XIV au festival de la Chabotterie 2004, en Vendée, en compagnie de Marc Wolf (guitare baroque) ; en 2012 au château de La Houssière, dans l'Aisne. En 2015, avec la Simphonie du Marais et Hugo Reyne, il l'a donné à Olonnes, à la Chabotterie, à Sézanne, Marly-le-Roi et en 2016 à Verdelot (chez Liliane Mazeron). Ce même monologue a été mis en ondes par France Culture (réal. Michel Sidoroff), avec Jean Martin dans le rôle du roi.
Deux des trois textes formant son ouvrage Children's corner ont été lus de nombreuses fois par Sami Frey, en compagnie de Frederic Chiu (piano). Un de ces textes, Gustave, a été lu par Marie-Christine Barrault, toujours avec Frederic Chiu, au cours d'une tournée dans six grandes villes chinoises (2013).
Sa traduction du Roi Lear a été enregistrée par France Culture (réal. Jacques Taroni), avec Michel Galabru dans le rôle-titre, Yann Collette, Évelyne Didi, Denis Lavant, André Wilms et William Mesguich.
Il a animé un café littéraire mensuel à La Bohème, à Coulommiers, depuis octobre 2012 jusqu'à la fermeture de l'établissement, en janvier 2018.

### Antoine Percheron
En 2003 Jacques Drillon consacre un livre, Face à Face,  à sa relation avec son beau fils, Antoine Percheron. « Ce garçon n’était pas le sien, mais il l’avait élevé, aimé, lui avait appris à jouer du piano et au ping-pong, à faire du vélo et résoudre des équations, lui avait fait découvrir le cinéma de Bresson et la littérature de Bukowski, et il aurait voulu vieillir à ses côtés. »
Antoine disparaît dans des conditions dramatiques en novembre 2000, emporté par une tumeur au cerveau, un oligodendrogliome dont la caractéristique, comme son nom l'indique, est de pousser des racines au fond du cerveau. Il laissait derrière lui un texte inachevé intitulé Végétal, dans lequel  il décrivait sa transformation en arbre, et qui commence ainsi : « Un jour, j’ai changé d’odeur. Je me suis mis à sentir le végétal. D'un coup. »
Jacques Drillon en assure la publication aux Éditions de L'Escampette. L’ouvrage remporte un grand succès critique et public (11 000 exemplaires en quelques semaines, onzième au palmarès des meilleures ventes).
Jacques Drillon ne se remettra jamais complètement de cette disparition, comme en témoigne cette dernière phrase de Face à Face : « Le sort n'aime pas les fins sentimentales. Il les veut plus nettes, plus définitives. Il s'est donc acharné. Tous les exemplaires de Végétal ont brûlé, six mois après parution, avec des milliers d'autres ouvrages, dans l'immense hangar de Gasny, dans l'Eure, où le distributeur conservait ses stocks. Après l’enterrement, l'incinération. Le sort voulait s'assurer qu'Antoine avait bien disparu de la surface de la terre. Le sort est très méticuleux. »
C'est de ce même oligodendrogliome que Drillon disparaît, vingt ans plus tard, le 25 décembre 2021 à l'âge de 67 ans.

## Publications
Ouvrages
- Le veilleur, récit (éditions Jean-Claude Lattès, 1984[15]) (OCLC 12164842)
- Notes de passage, journal d'amateur (Ramsay, 1986[15]) (OCLC 17179553)
- Liszt transcripteur ou La charité bien ordonnée, étude (Actes Sud, 1986) (OCLC 17413951)
- Le livre des regrets, inventaire (Actes Sud, 1987) (OCLC 21099081)
- Schubert et l'infini : à l'horizon le désert, étude (Actes Sud, 1988) (OCLC 319779833)
- Traité de la ponctuation française (Éditions Gallimard coll. « Tel », 1991) (OCLC 24392686)
- Charles d'Orléans ou Le génie mélancolique, théâtre à lire (Lattès, 1993[15]) (OCLC 28601569)
- Eurêka, généalogie et sémantique du verbe « trouver » (Gallimard, 1995) (OCLC 32934030)
- Tombeau de Verlaine, dossier (Gallimard, 1996) (OCLC 408401516)
- Children's corner (Gallimard, 1997) (OCLC 37664359)
- De la musique, écrits I (Gallimard, 1998) (OCLC 301597418)
- Propos sur l’imparfait, essai (Zulma, 1999, Points-Seuil, 2010) (OCLC 47295873)
- Les gisants, étude sur « La mort des amants » de Charles Baudelaire (Gallimard, 2001) (OCLC 46570842)
- Le quiz de l’Obs (Mille et une nuits, 2001) (OCLC 469056761)
- Face à face, récit (Gallimard, 2003, Folio, 2005) (OCLC 51767666)
- Liszt transcripteur ou la charité bien ordonnée suivi de Schubert et l'infini : à l'horizon, le désert (nouvelle édition, Actes Sud, 2005)
- Mort de Louis XIV, tableau d’après Saint-Simon, suivi d'autres transcriptions littéraires (L'Escampette, 2006) (OCLC 65202033)
- Sur Leonhardt, essai biographique (Gallimard, 2009) (OCLC 316829709)
- Six érotiques plus un (Gallimard, 2012) (OCLC 795473668)
- Les mots croisés de l'Obs, vol. 1 (2012[15])
- Les fausses dents de Berlusconi , Papiers décollés (Grasset, 2014) (OCLC 894414401)
- Mots croisés diaboliques, les mots croisés de l'Obs, vol. 2 (Larousse, 2015)
- Théorie des mots croisés, un nouveau mystère dans les lettres (Gallimard, 2015) (OCLC 933784082)
- Nouveaux mots croisés diaboliques, les mots croisés de l'Obs, vol. 3 (Larousse, 2017)
- Cadence, essai autobiographique (Gallimard, 2018, Prix Valery-Larbaud 2020)
- La musique comme paradis, essai (Buchet-Chastel, 2018)
- Le cul rose d'Awa, Papiers recollés (Du Lérot, 2020)
- Derniers mots croisés diaboliques, les mots croisés de l'Obs, vol. 4 (Belles Lettres, 2021)
- Gide et la crapette, suivi de Gide et Victor, inventaires, (Du Lérot), 2021.
- "CODA, essai autobiographique » (Gallimard), 354 p.

Traductions, préfaces, collaborations, articles de revue
- Conversations avec Stockhausen, de Jonathan Cott, Lattès, 1979 (traduction) (OCLC 468818189)
- Monteverdi, de Leo Schrade, Lattès, 1981 (traduction) (OCLC 40922414)
- Conversations avec Glenn Gould, de Jonathan Cott, Lattès, 1983, 10/18, 2001 et Belles Lettres, 2012 (traduction et préface) (OCLC 15952085)
- L’art de la fugue, dernière œuvre de Bach pour clavecin, de Gustav Leonhardt, Van de Velde, 1985 (traduction) (OCLC 496098232)
- Glenn Gould et Franz Liszt, in Colloque Glenn Gould, Louise Courteau, Montréal, 1992
- Schubert : album de famille, Lattès, 1992 (préface) (OCLC 28068843)
- Le théâtre à la mode au XVIIIe siècle, de Benedetto Marcello, Coutaz, 1993 (postface) (OCLC 30060502)
- Charles d’Orléans, de Robert Louis Stevenson, Gallimard, 1993 (traduction, préface et notes) (OCLC 410256282)
- Le roi Lear, de William Shakespeare, Actes Sud, 1993, rééd. Gallimard, coll. Le Manteau d'Arlequin, 2021 (traduction et préface)
- Le don du silence, avec des photographies de Jean-Pierre Gilson, Edilarge, 1995 (OCLC 34127377)
- "Pi", "Pythagore", "Fonction monotone", "Fonction scalène", in Doubles jeux, de Stella Baruk et coll., Seuil, 2000
- "Je et un autre (Correspondance de Marcel Proust)", in Théodore Balmoral no 35, 2000
- "Le bougnat (acteurs et lecteurs)", in L'œil de bœuf no 21, avril 2001
- "L'inachèvement perpétuel", in La mort et l’immortalité, de Frédéric Lenoir, Jean-Philippe de Tonnac et coll., Bayard, 2004
- Autobiographie, in Dictionnaire des écrivains contemporains de langue française, dir. Jérôme Garcin, Mille et une nuits, 2004
- "La cabane de l'échec", in Agnès Varda, l'île et elle, Fondation Cartier, 2006
- Paysages 1987-2007, photographies de Jean-Pierre Gilson , Le Temps qu'il fait 2007 (préface)
- "Zidane", in Nouvelles mythologies, dir. Jérôme Garcin, Seuil, 2007
- "Proust n'a rien raté, sauf la musique", in Marcel Proust, une vie en musiques, Archimbaud / Riveneuve, 2012 (OCLC 821025328)
- "Après la projection de Chronique d'Anna Magdalena Bach", propos recueillis par Jean Narboni, in Straub !, Le portique, 2014. Repris dans L'internationale straubienne, L'Œil, 2016
- La vallée, in L'Infini no 126, 2014
- Hélas in NRF n° 635, 2019
- Céline dans les Petits Papiers, in L'année Céline 2019, Du Lérot, 2020
- Je veux, in Tracts de crise, Gallimard, 2020
- Lui aussi, in Bulletin Marcel Proust n° 70, 2020
- La forêt de Compiègne, photographies de Jean-Pierre Gilson, Trans Photographic Press, 2020 (préface).